# Hetlingen
Hetlingen är en kommun och ort i Kreis Pinneberg i förbundslandet Schleswig-Holstein i Tyskland.
Kommunen ingår i kommunalförbundet Amt Geest und Marsch Südholstein tillsammans med ytterligare nio kommuner.